# Мадлен Французька (королева Шотландії)
Мадлен Французька, також Мадлен Валуа (10 серпня 1520, Сен-Жермен-ан-Ле — 7 липня 1537, Единбург) — королева Шотландії. Донька короля Франції Франциска I і герцогині Бретані Клод І. Перша дружина короля Шотландії Якова V.

## Ранні роки
Принцеса Магдалина народилася в Сен-Жермен-ан-Ле була п'ятою дитиною і третьою донькою французького короля Франциска I і його першої дружини, герцогині Бретані Клавдії I. Її мати була милою і доброю, але слабкою і хворобливою жінкою, ця риса передалась Магдалині у спадок. Принцеса провела дитинство в долині Луари. У 4 роки Магдалина стала сиротою, її мати померла на 24-му році життя внаслідок чергових пологів. За рік до цього, 1523, народилася молодша сестра Магдалини, Маргарита. Після смерті матері малих Магдалину і Маргариту відправили на виховання до тітки (старшої сестри Франциска I) Маргарити, яка майже замінила їм матір. Маргарита віддавала їм всю свою материнську ласку і любов, оскільки своїх дітей ще не мала. У 1525 році відбулась «Битва при Павії», яка закінчилась поразкою для французів. Під час цієї битви її батько потрапив у полон, але вже через рік повернувся з полону, підписавши принизливий Мадридський договір. У 1527 році Магдалина і її сестра Маргарита переїжджають жити в Наварру у зв'язку з новим одруженням їхньої тітки Маргарити з королем Наварри Генріхом II. В Наваррі вони проживали до 1530 року. Того року Франциск I одружився вдруге з Елеонорою Габсбург, її не любив ні король, ні французькі придворні, але сама вона була доброю жінкою, зразу ж після весілля вона забрала принцес до свого двору і турбувалася про них як могла. Тому Магдалина і її сестра виросли в любові та турботі.

## Шлюбні переговори
За три роки до народження Мадлен був підписаний Франко-Шотландський договір в Руані, метою якого було підтримати Старий союз після поразки шотландців у битві біля Флоддена. Одним з положень договору був шлюб шотландського короля з французькою принцесою. У квітні 1530 року Джон Стюарт, герцог Олбані, був уповноважений завершити переговори про шлюб Якова V і Мадлен. Однак, оскільки Мадлен не володіла чудовим здоров'ям, була запропонована інша французька наречена — Марія Бурбон — і посаг, рівний посагу доньки французького короля.
Яків V погодився на шлюб з Марією і в 1536 році вирушив до Франції, щоб зустрітися з нею. Але тут він зустрівся і з Мадлен, був вражений її ніжністю й попросив у короля її руки. Посилаючись на хворобу принцеси і суворий клімат Шотландії, який міг виявитися фатальним для здоров'я доньки, що вже похитнулося, Франциск І не дав згоди на шлюб.
Яків V продовжував наполягати на шлюбі саме з Мадлен і, оскільки сама принцеса висловила жвавий інтерес до молодого шотландського короля, Франциск I дав згоду на шлюб. Пара обвінчалася 1 січня 1537 року в Соборі Паризької Богоматері. Франциск I надав доньці дуже щедрий посаг, який допоміг поповнити спорожнілу шотландську скарбницю. Згідно зі шлюбним договором, підписаним у Блуа, Мадлен відреклася від усіх своїх прав, а також від прав своїх спадкоємців на французьку корону. У разі передчасної смерті її чоловіка у розпорядженні Мадлен залишалися володіння в графствах Файф, Стратерн, Росс і Оркні, які охоплювали Фолклендський палац, замок Стерлінг замок Дінгуолл з лордством Галлоуей і замком Трив.

## Королева Шотландії

Герб Мадлен як королеви Шотландії. Герб зображує: половину герба Шотландії (ліва частина) і половину герба Франції (права частина).

Після кількох місяців святкових гулянь і святкувань на початку травня 1537 року молодята відбули в Шотландію. На той момент здоров'я 16-річної Мадлен вже викликало серйозні побоювання, і після прибуття в Шотландію принцеса була тяжко хвора. Королівська пара прибула в Літ напередодні Трійці о 10 годині ранку 19 травня. За словами Джона Леслі кораблі буквально ломилися від посагу Мадлен.
Зберігся докладний список весільних подарунків Франциска I. Разом з Мадлен у Шотландію прибули і 11 французьких членів її двору: колишня гувернантка Мадлен Анна Бюссі, мадам Монтре, мадам Брен, секретар Мадлен Жан Ланжеак, єпископ Ліможа, майстер господарства Іоанн Сент-Обін, сквайр Карл Марконні, доктор Мастер Патрі, пажі Джон Краммі і П'єр де Ронсар, хутровик Гіллан, м'ясник Іоанн Кеннет і перукар Ентоні.

## Смерть
Мадлен написала батькові з Единбургу 8 червня 1537 року, повідомивши, що їй полегшало і симптоми хвороби майже зникли. Однак місяць опісля, 7 липня 1537 року, не доживши трохи більш як місяць до свого 17-річчя, Мадлен, яку прозвали в Шотландії «літньою королевою», померла на руках у чоловіка в Единбурзі. Похована в Холірудському абатстві.
Весілля і смерть королеви Мадлен оспівав поет Девід Ліндсей «Deploration of Deith of Quene Magdalene».
Менш як через рік Яків V одружився з овдовілою Марією Гіз, яка була присутня на весіллі Мадлен. Двадцять років по тому в Единбурзькому замку при складанні опису були знайдені два маленьких золотих кубки, агатовий умивальник, яшмова ваза і кришталевий глечик, подаровані Мадлен у Франції, коли вона була дитиною.